# Żółwin (Bydgoszcz)
Żółwin – dawny folwark i wieś w Polsce, położony w jednostce urbanistycznej Wypaleniska należącej do miasta Bydgoszczy. Żółwin to również leśnictwo w składzie Nadleśnictwa Bydgoszcz.

## Charakterystyka
Żółwin położony jest na południowo-wschodnich rubieżach obszaru administracyjnego miasta Bydgoszczy, na granicy z gminą Solec Kujawski. Administracyjnie należy do bydgoskiego osiedla Wypaleniska. Położony jest w rozległej dolinie otoczonej lasem na północ od miejskiego wysypiska śmieci i drogi krajowej nr 10. Dolina, niegdyś odwadniana ciekiem wodnym spływającym do Wisły, wypełniona jest glebą torfową. W części północnej w pobliżu leśniczówki Żółwin nadsypana jest przez zrekultywowaną hałdę popiołów węglowych z EC II.
Od wschodu Żółwin otacza Puszcza Bydgoska. Na północny wschód od miejscowości znajduje się dawna wieś Siedmiogóry, a na południowym wschodzie zanikła wieś Wypaleniska. Na miejscu znajdują się skromne relikty (fundamenty oraz resztki murów) dawnego założenia folwarcznego, a w sąsiedztwie osady (bliżej Plątnowa) – nieczynny cmentarz ewangelicki. Przy dawnym folwarku nadal istnieje staw, zaznaczony na mapach z XIX i XX w.
W pobliżu Żółwina przebiega znakowany  pieszy szlak turystyczny „Puszczański” prowadzący z Bydgoszczy-Łęgnowa przez Puszczę Bydgoską do Gniewkowa.

## Historia
Konstanty Hładyłowicz w dziele „Zmiany krajobrazu i rozwój osadnictwa w Wielkopolsce od XIV do XIX wieku” z 1932 r. podaje, że pierwsza wzmianka pisana o osadzie Żółwin pochodzi z 1399 roku. Był to majątek szlachecki położony przy trakcie bydgosko-gniewkowskim, który w większości przebiegał przez Puszczę Bydgoską. W 1573 r. właścicielem Żółwina był Stanisław Witosławski, który osadził tu 2 rodziny zagrodników. W późniejszym okresie majątek przeszedł w ręce niemieckie. Rozwój osady w XVIII wieku wiązał się z powszechnym w tych okolicach osadnictwem olęderskim, a w XIX wieku także z kolonizacją niemiecką. Jeszcze przed I rozbiorem Polski na północ od Żółwina powstała osada Żółwin Mały. Obie oznaczono na mapie Schröttera z końca XVIII wieku. Na przełomie XVIII i XIX wieku na południe od wsi istniała rozległa polana leśna, prawdopodobnie pożarzysko, przy którym w XIX w. założono kolonię osadniczą – wieś Wypaleniska. Natomiast w Żółwinie Małym zlokalizowano leśniczówkę. Między oboma osadami istniało obniżenie wypełnione glebą organiczną i odwadnianie przez niewielki ciek wodny, które mogło stanowić bazę dla hodowli zwierząt.
Spis miejscowości rejencji bydgoskiej z 1833 r. podaje, że we wsi zwanej Żółwin Wielki (niem. Gross Solvin) mieszkało 33 osób (24 ewangelików, 9 katolików) w 4 domach. Natomiast w osadzie Żółwin Mały (niem. Klein Solvin) mieszkało 11 osób (wszyscy ewangelicy) w 3 domach. Według opisu Jana Nepomucena Bobrowicza z 1846 r. folwarki Żółwin Mały i Wielki należały do majątku Czersk Polski, którego właścicielką była majorowa von Lippe.
Kolejny spis z 1860 r. podaje, że w folwarku Żółwin Duży (niem. Gross Salvin) mieszkało 27 osób (12 ewangelików, 15 katolików) w 4 domach. Właścicielem majątku był niejaki Jaffe. Dzieci z folwarku uczęszczały do szkoły w Łęgnowie. Miejscowość należała do parafii katolickiej i ewangelickiej w Solcu. Natomiast we wsi Żółwin Mały (niem. Klein Salvin) mieszkało 18 osób (wszyscy ewangelicy) w 3 domach. Do miejscowości należała także osada leśna Kobyle Błota, gdzie mieszkało 25 osób (wszyscy ewangelicy) w 4 domach. Dzieci z Żółwina Małego uczęszczały do szkoły w Otorowie, a z Kobylich Błót do szkoły w Pieckach. Żółwin Mały i Kobyle Błota należały do parafii katolickiej i ewangelickiej w Bydgoszczy.
Natomiast dla roku 1884 Słownik geograficzny Królestwa Polskiego podaje, że Żółwin (niem. Solvin) był osadą wiejską w powiecie bydgoskim. Mieszkały tu 63 osoby w 4 domostwach. Nieopodal znajdował się Żółwin Mały, gdzie mieszkało 21 osób w 3 domach. Żółwin należał do katolickiej parafii bydgoskiej i ewangelickiej w Łęgnowie. Dzieci uczęszczały do szkoły ludowej w Emilianowie.
W okresie międzywojennym nadal istniał folwark i leśnictwo Żółwin. W czasie II wojny światowej w sąsiedztwie miejscowości władze niemieckie zbudowały zamaskowany w Puszczy Bydgoskiej zakład produkcji materiałów wybuchowych DAG Fabrik Bromberg. Inwestycje budowlane objęły m.in. drogi w pobliżu Żółwina, które wybrukowano, bądź utwardzono płytami betonowymi. Po wojnie infrastrukturę wykorzystano dla uruchomienia Zakładów Chemicznych Zachem. Pod koniec wojny niemiecka ludność w większości wyjechała na zachód, a pozostałych wysiedlono.
Po II wojnie światowej miejscowość podobnie jak sąsiednie śródleśne osady (Siedmiogóry, Łażyn, Wypaleniska) wyludniała się na rzecz bardziej atrakcyjnych osiedleńczo: Bydgoszczy i Solca Kujawskiego.
1 sierpnia 1977 roku wsie Łęgnowo i Plątnowo, Żółwin oraz część Wypalenisk włączono w obszar administracyjny miasta Bydgoszczy. Przyczyną było poszukiwanie przez miasto Bydgoszcz dogodnego terenu pod inwestycje komunalne: oczyszczalni ścieków oraz miejskiego wysypiska śmieci. Między Żółwinem Starym a Nowym urządzono hałdę popiołów węglowych, które były przywożone z EC II. Po wypełnieniu hałdę zrekultywowano (sztuczne wzgórze w lesie).  W latach 90. na południe od Żółwina w pobliżu wsi Wypaleniska urządzono miejskie wysypisko odpadów.
W wyniku ustaleń urzędników miejskich Żółwin wszedł w skład jednostki urbanistycznej Miasta Bydgoszczy Żółwin-Wypaleniska. Dla upamiętnienia nazwy jedną z dróg w tym rejonie nazwano ulicą Żółwińską.